# Babowo
Babowo – wieś w północnej Bułgarii, w obwodzie Ruse, w gminie Sliwo pole, około 3 kilometry od brzegów Dunaju, na którym przebiega granica z Rumunią. 31 grudnia 2019 roku miejscowość zamieszkiwało 338 mieszkańców.